# Raising Sand
Raising Sand — студийный альбом Роберта Планта и Элисон Краусс, выпущен 23 октября 2007 года (Rounder Records). Альбом стал победителем в номинации «Альбом года» на 51-й церемонии «Грэмми» (2009). Включает 13 кавер-версий.

## Об альбоме
Две песни, написанные Джином Кларком, «Polly (Come Home)» и «Through the Morning, Through the Night», были первоначально записаны Dillard & Clark в их альбоме 1969 года «Through the Morning, Through the Night». «Please Read the Letter» было сначала впервые выпущено в 1998 году в альбоме Пэйджа и Планта «Walking into Clarksdale». «Gone, Gone, Gone» был первоначально записан Братьями Эверли для Warner Music в 1964 году. «Trampled Rose», был первоначально сочинён и записан Томом Уэйтсом, и появился в альбоме Real Gone в 2004 году.
Помимо Планта и Краусс большая роль в создании альбома принадлежит его продюсеру Ти Боун Бёрнэту.

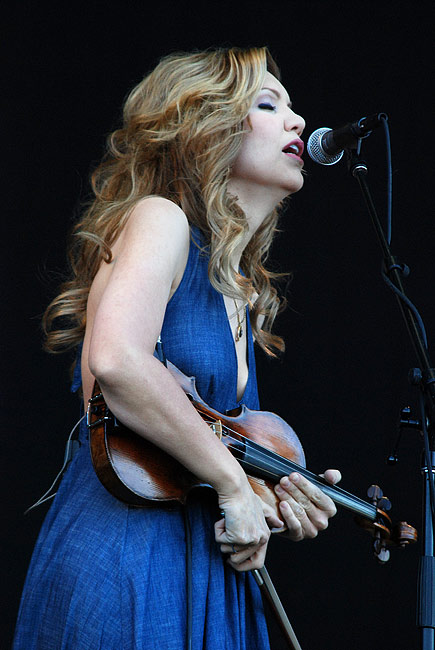
Элисон Краусс выступает на 2008 Bonnaroo Music Festival

Альбом получил одобрительные отзывы от критиков, средняя оценка его на Metacritic составила 87 %. Этот альбом стал 24-м в списке 50 лучших альбомов 2007 года журнала Rolling Stone.
Being There назвали его одним из лучших альбомов за год,, Allmusic отозвался об альбоме: «один из наиболее органично звучащих дуэтов (англ. effortless-sounding pairings) в современной популярной музыке», но отметил, что некоторые из песен показались ему сделанными наспех. JamBase назвал альбом «изысканным, собранным и полным жизни» и отметил, что он «настоятельно рекомендуется».
Композиции «Gone Gone Gone (Done Moved On)» и «Rich Woman» получили по одной премии «Грэмми» в номинации «Лучшее совместное вокальное поп-исполнение», в 2008 и 2009-м годах соответственно.

## Список композиций
1. «Rich Woman» (Dorothy LaBostrie, McKinley Millet) — 4:04
2. «Killing the Blues» (Roly Jon Salley) — 4:16
3. «Sister Rosetta Goes Before Us» (Sam Phillips) — 3:26
4. «Polly Come Home» (Gene Clark) — 5:36
5. «Gone Gone Gone (Done Moved On)» (Don Everly, Phil Everly) — 3:33
6. «Through the Morning, Through the Night» (Gene Clark) — 4:01
7. «Please Read the Letter» (Charlie Jones, Michael Lee, Jimmy Page, Robert Plant) — 5:53
8. «Trampled Rose» (Kathleen Brennan, Tom Waits) — 5:34
9. «Fortune Teller» (Naomi Neville) — 4:30
10. «Stick with Me, Baby» (Mel Tillis) — 2:50
11. «Nothin'» (Townes Van Zandt) — 5:33
12. «Let Your Loss Be Your Lesson» (Милтон Кэмпбелл) — 4:02
13. «Your Long Journey» (Артел Лэйн, Док Ватсон, Роза Ли Ватсон) — 3:55

## Участники записи
- Robert Plant — вокал
- Alison Krauss — вокал, скрипка
- T-Bone Burnett — продюсирование, акустическая гитара, электрогитара, шестиструнная бас-гитара,
- Riley Baugus — Банджо
- Jay Bellerose — ударные
- Norman Blake — акустическая гитара
- Dennis Crouch — акустический бас
- Gregory Leisz — педальная слайд-гитара
- Marc Ribot — акустическая гитара, банджо, dobro, электрогитара
- Mike Seeger — автоарфа
- Patrick Warren — клавишные, pump organ, toy piano
- Gavin Lurssen — Mastering Engineer
- Mike Piersante — Engineer, Mixing
- Stacy Parrish — Engineer

## Позиции в чартах

### Еженедельные чарты
| Чарт (2007-08)                      | Высшая позиция |
| ----------------------------------- | -------------- |
| Австралия (ARIA)                    | 45             |
| Австрия (Ö3 Austria)                | 31             |
| Бельгия/Валлония (Ultratop)         | 48             |
| Бельгия/Фландрия (Ultratop)         | 59             |
| Дания (Hitlisten)                   | 22             |
| Нидерланды (Album Top 100)          | 26             |
| Финляндия (Suomen virallinen lista) | 23             |
| Франция (SNEP)                      | 49             |
| Германия (Offizielle Top 100)       | 28             |
| Италия (Classifica album)           | 41             |
| Новая Зеландия (RMNZ)               | 3              |
| Норвегия (VG-lista)                 | 1              |
| Испания (PROMUSICAE)                | 74             |
| Швеция (Sverigetopplistan)          | 2              |
| Швейцария (Schweizer Hitparade)     | 33             |
| Великобритания (UK Albums Chart)    | 2              |
| США (Billboard 200)                 | 2              |
| США (Billboard Top Country Albums)  | 2              |
| США (Billboard Top Rock Albums)     | 1              |

## Сертификации
| Регион | Сертификация  | Продажи    |
| --- | ------------- | ---------- |
| Ирландия (IRMA) | Платиновый    | 15 000^    |
| Новая Зеландия (RMNZ) | Платиновый    | 15 000^    |
| Россия (NFPF) | Золотой       | 10 000*    |
| Швеция (GLF) | Платиновый    | 40 000^    |
| Великобритания (BPI) | 2× Платиновый | 600 000*   |
| США (RIAA) | Платиновый    | 1 000 000^ |
| Итого |               |            |
| Европа (IFPI) | Платиновый    | 1 000 000* |
| * Данные о продажах приведены только на основе сертификации. ^ Данные о тиражах приведены только на основе сертификации. |               |            |